# Norbert Leo Butz
Norbert Leo Butz (St. Louis, 30 de janeiro de 1967) é um ator e cantor estadunidense, conhecido por seus trabalhos no teatro da Broadway.

## Filmografia

### Cinema
| Ano  | Título                                                        | Papel             |
| ---- | ------------------------------------------------------------- | ----------------- |
| 1998 | Went to Coney Island on a Mission from God... Be Back by Five | Pawnbroker        |
| 2000 | Looking for an Echo                                           | Anthony           |
| 2002 | Noon Blue Apples                                              | Howard Phillips   |
| 2002 | West of Here                                                  | Josiah Blackwell  |
| 2007 | Dan in Real Life                                              | Clay              |
| 2007 | Playing Chicken                                               | Jake              |
| 2010 | Fair Game                                                     | Steve             |
| 2011 | Higher Ground                                                 | Pastor Bill       |
| 2011 | The Miraculous Year                                           | Terry Segal       |
| 2012 | County                                                        | Billy             |
| 2012 | Greetings from Tim Buckley                                    | Hal Wilner        |
| 2012 | Disconnect                                                    | Peter             |
| 2013 | The English Teacher                                           | Phil Pelaski      |
| 2014 | Better Living Through Chemistry                               | Agent Andrew Carp |

### Televisão
| Ano  | Título                             | Papel              |
| ---- | ---------------------------------- | ------------------ |
| 2000 | Law & Order: Special Victims Unit  | John Fenwick       |
| 2008 | Comanche Moon                      | Capt. Richard King |
| 2009 | Law & Order: Criminal Intent       | Archie Beuliss     |
| 2010 | The Deep End                       | Rowdy Kaise        |
| 2010 | CSI: Crime Scene Investigation     | Larry Lamotte      |
| 2011 | The Good Wife                      | Mr. Medina         |
| 2011 | The Late Show with David Letterman | Carl Hanratty      |
| 2011 | Blue Bloods                        | Detective Kramer   |
| 2015 | Bloodline                          | Kevin Rayburn      |

### Teatro
| Ano  | Título                  | Papel                |
| ---- | ----------------------- | -------------------- |
| 1996 | Rent                    | Roger Davis          |
| 2000 | Juno and the Paycock    | Jerry Levine         |
| 2001 | Saved                   | —                    |
| 2001 | Thou Shalt Not          | Camille Raquin       |
| 2002 | The Last Five Years     | Jamie                |
| 2003 | Wicked                  | Fiyero               |
| 2005 | Dirty Rotten Scoundrels | Freddy               |
| 2007 | Is He Dead?             | Jean-François Millet |
| 2008 | Speed-the-Plow          | Bobby Gould          |
| 2008 | Fifty Words             | Adam                 |
| 2010 | Enron                   | Jeffrey Skilling     |
| 2011 | Catch Me If You Can     | Agent Carl Hanratty  |
| 2012 | Dead Accounts           | Jack                 |
| 2012 | How I Learned to Drive  | Peck                 |
| 2012 | Barack on Broadway      | —                    |
| 2013 | Big Fish                | Edward Bloom         |

## Prêmios e indicações
| Year | Associação                 | Categoria                          | Indicação               | Resultado |
| ---- | -------------------------- | ---------------------------------- | ----------------------- | --------- |
| 2002 | Tony Award                 | Melhor ator em destaque em musical | Thou Shalt Not          | Indicado  |
| 2002 | Drama Desk Award           | Ator em destaque em musical        | Thou Shalt Not          | Indicado  |
| 2002 | Outer Critics Circle Award | Ator em destaque em musical        | Thou Shalt Not          | Indicado  |
| 2002 | Drama Desk Award           | Ator em destaque em musical        | The Last Five Years     | Indicado  |
| 2003 | Drama Desk Award           | Ator em destaque em peça teatral   | Buicks                  | Indicado  |
| 2005 | Tony Award                 | Melhor ator em musical             | Dirty Rotten Scoundrels | Venceu    |
| 2005 | Drama Desk Award           | Ator em destaque em musical        | Dirty Rotten Scoundrels | Venceu    |
| 2005 | Drama League Award         | Performance de destaque            | Dirty Rotten Scoundrels | Venceu    |
| 2005 | Outer Critics Circle Award | Ator em destaque em musical        | Dirty Rotten Scoundrels | Venceu    |
| 2011 | Tony Award                 | Melhor ator em musical             | Catch Me if You Can     | Venceu    |
| 2011 | Drama Desk Award           | Ator em destaque em musical        | Catch Me if You Can     | Venceu    |
| 2011 | Outer Critics Circle Award | Ator em destaque em musical        | Catch Me if You Can     | Indicado  |